# Norregöl (Barkeryds socken, Småland)
Norregöl är en sjö i Nässjö kommun i Småland och ingår i Motala ströms huvudavrinningsområde.